# Laurindo Almeida

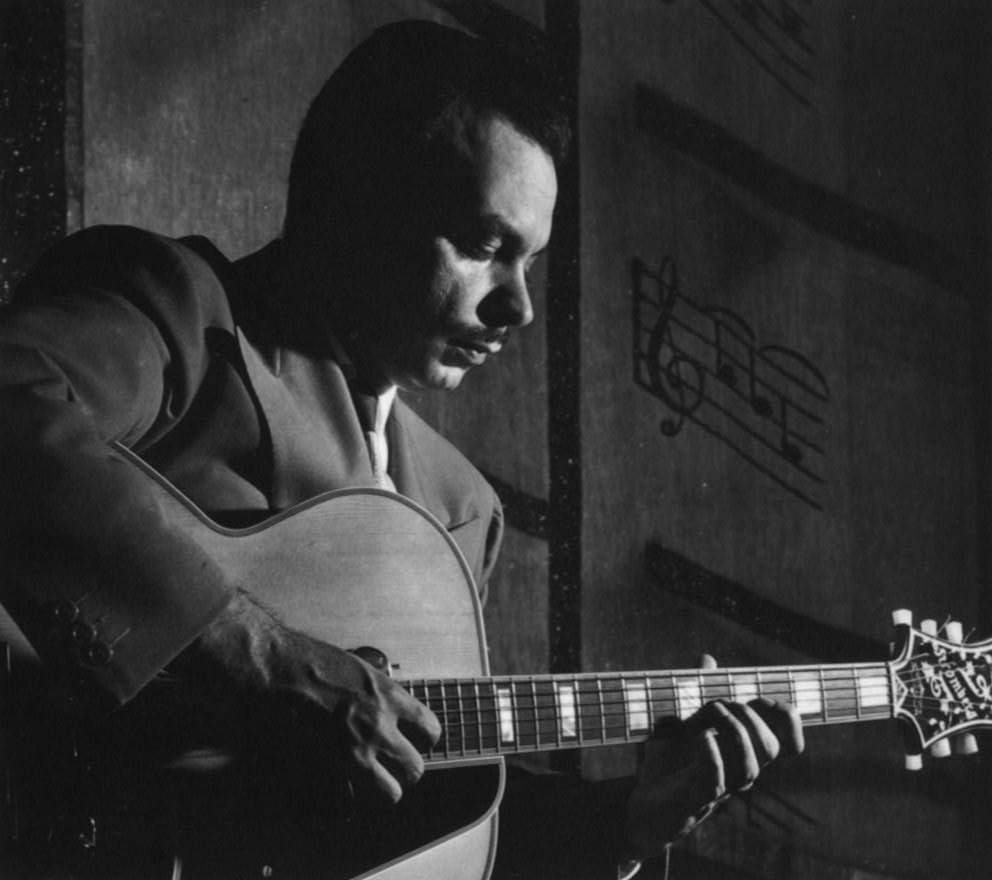
Laurindo Almeida (ca. 1947)

Laurindo Almeida (* 2. September 1917 in Miracatú, São Paulo; † 26. Juli 1995 in Los Angeles) war ein brasilianischer, in den USA lebender Jazz-Gitarrist, Klassischer Gitarrist und Komponist. Er wurde fünf Mal mit dem Grammy ausgezeichnet und trug maßgeblich zur Popularisierung des Bossa Novas bei.

## Leben
Almeida wurde von seiner Mutter, einer Konzertpianistin, in die Musik eingeführt. Gitarre erlernte er mit Hilfe verschiedener Lehrer und zum Teil autodidaktisch. Bereits mit 19 Jahren reiste er nach Europa und wurde beeinflusst durch die Musik von Django Reinhardt in Paris. Mit Ausbruch des Zweiten Weltkriegs kehrte er wieder zurück nach Brasilien und formte mit dem Gitarristen Garoto ein Gitarrenduo. 1947 arbeitete er in der Band der Sängerin Carmen Miranda. Diese Arbeit führte ihn in die USA, wo er in Hollywood Studiomusiker für Filmsoundtracks wurde. In dieser Zeit komponierte er auch erstmals für Filme. Im Film A Star Is Born etwa spielt er auch selbst Gitarre in der Komposition Amor Flamenco. Am Ende seines Lebens standen über 800 Filmmusiken für ihn zu Buche.
1953/54 war er Bandleader von „Brazilliance“, einer Vorläufergruppe von L.A. 4. Ende der 1950er Jahre nahm er mehrere Alben mit der Mezzosopranistin Salli Terri auf.
Almeida, als Gitarrist der lateinamerikanischen Musik verbunden, war noch vor Antônio Carlos Jobim einer der ersten, der die Bossa Nova in den USA populär machte. Nur wenige Monate nach dem Erscheinen von Jazz Samba von Stan Getz und Charlie Byrd, dem ersten Bossa-Nova-Album der US-amerikanischen Jazz-Szene, veröffentlichte er Ende 1962 Viva Bossa Nova!, das im darauffolgenden Jahr einen Platz unter den Top 10 der US-Charts erreichte. Keines seiner weiteren Alben konnte diesen Erfolg wiederholen oder noch einmal die Charts erreichen. Dennoch war er weiterhin erfolgreich im Musikgeschäft, nahm etliche Alben auf und gewann insgesamt fünf Grammys. Darunter für das Album Guitar From Ipanema (1964), auf dem unter anderem bei zwei Liedern Irene Kral als Sängerin in Erscheinung trat. Ein Teil seiner Alben in jenen Jahren kann auch dem Easy Listening zugeordnet werden und beinhaltete neben Bossa-Nova- oder Latin-Stücken auch Interpretationen diverser Pop-Hits oder Musical-Melodien. Herausragend waren auch seine Plattenaufnahmen mit anderen Künstlern, so 1963 ein Album mit Stan Getz, im selben Jahr Softly, The Brazilian Sound mit der Pop-Sängerin Joanie Sommers oder 1966 ein gemeinsames Werk mit Sammy Davis, Jr. 1968 folgte ein Album, Spiced With Brasil, mit der Folk-Sängerin Nancy Ames.
Seine Schallplattenaufnahmen wurden unter anderem auf Capitol, Coral und Pacific Jazz veröffentlicht. Er tourte lange Jahre mit dem Modern Jazz Quartet, mit dem er unter anderem das Concierto de Aranjuez aufnahm. In den 1970er Jahren war er mit der Gruppe The L. A. 4 (mit Bud Shank, Ray Brown und Jeff Hamilton) sehr erfolgreich. 
Seit den 1950er Jahren lebte er bis zu seinem Tode ausschließlich in Los Angeles. Almeida starb an Leukämie.

## Kompositionen (Auswahl)
- Concerto No. 1 (hrsg. 1979)
- Crepusculo em Copacabana (1957)
- Preludio y Tremolo (1956)
- Invention in Two Parts(1956)
- Amor Flamenco (1954)
- Lobiana (hrsg. 1949)[7]

## Veröffentlichungen
- Guitar Tutor. An Up-To-Date Classic Guitar Method. A Complete Method in Three Courses. Englische Bearbeitung aus dem Amerikanischen durch Jack Duarte. Criterion Music Corp., New York 1957.
- Guitar Solos. All solos transcribed as recorded by Laurindo Almeida on Capitol Records. Criterion, New York.
- Bossa Guitarra. 6 Solos for Guitar. Criterion, New York.